# Erik Pimentel
Erik Alan Pimentel Benavides (Coacalco de Berriozábal, 15 mei 1990) is een Mexicaans voetballer die doorgaans speelt als centrale verdediger. In januari 2024 verliet hij Rio Grande Valley.

## Clubcarrière
Pimentel speelde tussen 2007 en 2011 in de jeugdopleiding van Club América. In 2011 werd de centrale verdediger doorgeschoven naar het eerste elftal. Zijn debuut maakte hij op 24 juli 2011, toen hij tijdens een 2–1 overwinning op Querétaro in de basis mocht beginnen. In 2013 werd hij voor één jaar op huurbasis gestald bij Atlante. Voor die club speelde hij drie wedstrijden. In 2014 keerde hij terug naar América. Medio 2017 werd Pimentel voor de tweede maal verhuurd, dit keer aan Puebla. Die club nam de verdediger ook definitief over na zijn verhuurperiode. In 2019 verkaste Pimentel naar Guatemala om voor Deportivo Mixco. Na een periode bij Correcaminos tekende Pimentel in april 2021 voor Rio Grande Valley.